# 邹震
邹震（1964年10月—），男，汉族，中华人民共和国政治人物。现任中华全国总工会书记处书记、 党组成员。第十四届全国政协委员。